# Olha Holodna
Olha Anatolijiwna Holodna (ukrainisch Ольга Анатоліївна Голодна; * 14. November 1991 in Mryn) ist eine ukrainische Leichtathletin, die sich auf das Kugelstoßen spezialisiert hat.

## Karriere
Erste internationale Erfahrungen sammelte Olha Holodna im Jahr 2009, als sie bei den Junioreneuropameisterschaften in Novi Sad mit einer Weite von 14,35 m den zehnten Platz belegte. Im Jahr darauf gelangte sie bei den Juniorenweltmeisterschaften in Moncton mit 15,17 m auf Rang acht und 2013 siegte sie bei den U23-Europameisterschaften im finnischen Tampere mit 18,11 m vor den beiden Deutschen Shanice Craft (17,29 m) und Lena Urbaniak (16,98 m). Anschließend schied sie bei den Weltmeisterschaften in Moskau mit 17,21 m in der Qualifikation aus. Im Jahr darauf verpasste sie bei den Hallenweltmeisterschaften in Sopot mit 17,11 m den Finaleinzug und im Sommer klassierte sie sich bei den Europameisterschaften in Zürich mit 17,08 m auf dem elften Platz. 2016 wurde sie bei den Europameisterschaften in Amsterdam mit 17,65 m Neunte und qualifizierte sich auch für die Teilnahme an den Olympischen Spielen in Rio de Janeiro, bei denen sie mit 16,83 m aber den Finaleinzug verpasste.
2017 schied sie bei den Halleneuropameisterschaften in Belgrad mit 16,06 m in der Qualifikation aus, wie auch bei den Leichtathletik-Europameisterschaften 2018 in Berlin mit 16,69 m. Auch bei den Halleneuropameisterschaften 2019 in Glasgow reichten 16,91 m nicht für das Finale und Anfang September gewann sie dann bei den Balkan-Meisterschaften in Prawez mit einem Stoß auf 17,51 m die Silbermedaille. 2020 wurde sie bei den Balkan-Hallenmeisterschaften in Istanbul mit 16,94 m Dritte und im Jahr darauf nahm sie erneut an den Olympischen Spielen in Tokio teil, verpasste dort aber mit 17,15 m den Finaleinzug. 2022 siegte sie mit 16,78 m bei den Balkan-Meisterschaften in Craiova und 2025 gewann sie bei den Balkan-Hallenmeisterschaften in Belgrad mit 16,46 m die Silbermedaille hinter der Moldauerin Dimitriana Bezede.
In den Jahren 2014 und von 2018 bis 2022 sowie 2024 wurde Holodna ukrainische Meisterin im Kugelstoßen im Freien sowie 2013 und von 2017 bis 2021 und 2024 auch in der Halle.